# Población sargento 2° Daniel Rebolledo
La población sargento 2° Daniel Rebolledo es un barrio que se encuentra en el sector sur de la comuna chilena de Talca, Región del Maule. Surgió en 1968 como parte de la política habitacional impulsada por el gobierno de Eduardo Frei Montalva.

## Historia
La población surgió principalmente como consecuencia de las políticas habitacionales impulsadas por el gobierno de Eduardo Frei Montalva. Durante esa época, diversas poblaciones dirigidas a la clase trabajadora fueron realizadas en Chile, y Talca no fue la excepción. En 1965 se instaló la población Brilla El Sol, siendo la primera de este tipo en ubicarse al sur del estero Piduco.
En 1968 se entregaron terrenos a 540 familias de escasos recursos para levantar sus viviendas. El lugar, sin luz pero con alcantarillado, pronto se repletaría de construcciones de material ligero. Sería denominada en primer lugar como población «Luis Emilio Recabarren», nombre que sería cambiado a finales de 1973 por las autoridades militares en el periodo de la dictadura. El mismo año se funda la primera escuela del sector.